# Katalase
Katalase (EC 1.11.1.6) er et enzym fundet i næsten alle levende organismer. Dets funktioner inkluderer katalyse af nedbrydelsen af brintoverilte til vand og ilt. Katalase har en af de højeste turnover-hastigheder af alle enzymer; et molekyle katalase kan omdanne cirka 40 millioner af molekyler brintoverilte til vand og ilt per sekund.
Katalase er en tetramer af fire polypeptidkæder, som hver er over 500 aminosyrer lange. Det indeholder fire porfyrin hæm-grupper, der tillader enzymet at reagere med brintoverilte. pH-optimum for katalase ligger omkring 7, mens temperaturoptimum varierer fra art til art, afhængig af polypeptidkædernes sammensætning.